# كفر دمنهور
كفر دمنهور إحدى قرى مركز زفتى التابع لمحافظة الغربية بجمهورية مصر العربية. أصل الكفر من توابع دمنهور الوحش ثم فصل عنه في العهد العثماني.

## السكان
بلغ عدد سكان كفر دمنهور 3446 نسمة حسب تقدير عام 2018.
| السنة  | 1882 | 1897 | 1907 | 1927 | 1947 | 1960 | 1976 | 1986 | 1996 | 2006  | 2018 |
| ------ | ---- | ---- | ---- | ---- | ---- | ---- | ---- | ---- | ---- | ----- | ---- |
| القرية | 1429 | 1938 | 2198 | 2543 | 1566 | 1836 | 2148 | 2251 | 2273 | 2,659 | 3446 |